# Новоконстантиновский сельский совет (Приазовский район)
Новоконстантиновский сельский совет (укр. Новокостянтинівська сільська рада) — входит в состав
Приазовского района
Запорожской области
Украины.
Административный центр сельского совета находится в 
с. Новоконстантиновка.

## История
- 1943 — дата образования.

## Населённые пункты совета
- с. Новоконстантиновка
- с. Игоревка